# سيداف أوشيري
سيداف أوشيري (الاسم العلمي:Pteropyrum aucheri) هي نوع من النباتات يتبع جنس السيداف من فصيلة البطباطية.